# Observationstårn
Et observationstårn eller udsigtstårn er et bygningsværk (tårn) som bruges til at se ud på lang afstand, og for at skabe et 360 graders synsfelt. De er som regel mindst 20 meter høje og lavet af sten, jern og træ. Mange moderne tårne bruges også som tv-tårne, restaurant eller kirker. Deres antal er steget støt, især efter opfindelsen af elevatoren.
Observationstårne der anvendes som vagtposter eller observationsposter over en længere periode til at bevogte et område, kaldes normalt vagttårne i stedet.

## Kendte observationstårne
- Pyramidenkogel
- CN Tower
- Rundetårn
- Eiffeltårnet
- Berliner Funkturm
- British Airways i360